# Теория Большого взрыва (сезон 3)
Третий сезон американского ситкома «Теория Большого взрыва», премьера которого состоялась на канале CBS 21 сентября 2009 года, а заключительная серия вышла 14 мая 2010 года, состоит из 23 эпизодов. 

## В ролях
| - Джонни Галэки — Леонард Хофстедтер - Джим Парсонс — Шелдон Купер - Кейли Куоко — Пенни - Саймон Хелберг — Говард Воловиц - Кунал Найяр — Раджеш Кутраппали - Лори Меткалф — Мэри Купер - Кэрол Энн Сьюзи — Миссис Воловитц - Джон Росс Боуи — Барри Крипке - Уил Уитон в роли самого себя - Кевин Зусман — Стюарт Блум - Мелисса Ройч — Бернадетт Ростенковски - Брайан Джордж — В. М. Кутраппали - Элис Эмтер — Миссис Кутраппали - Сара Рю — Стефани Барнетт - Сара Гилберт — Лесли Уинкл - Брайан Томас Смит — Зак Джонсон - Кэти Сакхофф в роли самой себя - Айра Флатоу в роли самого себя - Стэн Ли в роли самого себя | - Льюис Блэк — профессор Кроули - Молли Морган — Бетани - Сара Бюлер — Сара - Энди Маккензи — Скитер - Элизабет Богуш — доктор Кэтрин Миллстоун - Оливер Муирхэд — профессор Лафлин - Закари Абель — Тодд - Джейсон Мечес — Дэнни - Даника Маккеллар — Эбби - Джен Дроэн — Марта - Джулио Оскар Мечосо — офицер Хэкетт - Ярдли Смит — Гленн - Кевин Бриф — судья Кирби - Стив Пэймер — охранник - Маркус Фолмар — Венкатеш Кутраппали - Фрэнк Махарайа — адвокат\брат Раджеша - Джуди Грир — доктор Элизабет Плимптон - Элли Маки — Джойс Ким - Стивен Ён — Себастьян - Эйджи Киркленд — Лу / Луиз - Лори Джонсон — миссис Гундерсон - Маим Бялик — Эми Фара Фаулер |

## Эпизоды
| № общий | № в сезоне | Название                                                                 | Режиссёр        | Автор сценария | Дата премьеры    | Произв. код | Зрители в США (млн) |
| --- | ---------- | ------------------------------------------------------------------------ | --------------- | --- | ---------------- | ----------- | ------------------- |
| 41 | 1          | «Флуктуации электрооткрывашки» «The Electric Can Opener Fluctuation»     | Марк Сендроуски | Стивен Моларо | 21 сентября 2009 | 3X5551      | 12.96               |
| По возвращении из экспедиции Леонарда ждет теплый прием в объятиях Пенни, а Шелдон, обидевшись на то, что его друзья фальсифицировали результаты их экспедиции, уезжает в Техас... |            |                                                                          |                 | |                  |             |                     |
| 42 | 2          | «Гипотеза Джимини» «The Jiminy Conjecture»                               | Марк Сендроуски | Джим Рейнольдс | 28 сентября 2009 | 3X5552      | 13.27               |
| Леонард и Пенни пытаются оправиться от первого неловкого «установления отношений», а Шелдон и Говард ставят на кон свои лучшие комиксы в споре про разновидности сверчка… |            |                                                                          |                 | |                  |             |                     |
| 43 | 3          | «Отклонение Готовица» «The Gothowitz Deviation»                          | Марк Сендроуски | Сюжет : Ли Аронсон и Ричард Розенсток Телесценарий : Билл Прэди и Мария Феррари                                                            | 5 октября 2009   | 3X5553      | 12.52               |
| Говард и Радж, переодевшись готами, идут на вечеринку, пока Шелдон, чтобы уживаться с Пенни, пытается изменить её поведение при помощи научных методов, что весьма беспокоит Леонарда... |            |                                                                          |                 | |                  |             |                     |
| 44 | 4          | «Пиратское решение» «The Pirate Solution»                                | Марк Сендроуски | Стив Холланд | 12 октября 2009  | 3X5554      | 13.07               |
| Радж совсем отчаялся — ему нужно возвращаться домой, в Индию. Дабы избежать отъезда, он идет на крайний шаг — решает работать с Шелдоном, а точнее на него. Говард становится третьим лишним в отношениях Леонарда и Пенни. |            |                                                                          |                 | |                  |             |                     |
| 45 | 5          | «Жуткая конфета, покрытая латексом» «The Creepy Candy Coating Corollary» | Марк Сендроуски | Сюжет : Чак Лорри и Билл Прэди Телесценарий : Ли Аронсон и Стивен Моларо                                                                   | 19 октября 2009  | 3X5556      | 13.47               |
| Шелдон и Уилл Уитон участвуют в эпическом сражении. Итак, Шелдон и Радж, Уилл Уитон и Стюарт — карточный бой. Тем временем Говард просит Пенни познакомить его с одной из её подруг. |            |                                                                          |                 | |                  |             |                     |
| 46 | 6          | «Кукурузное завихрение» «The Cornhusker Vortex»                          | Марк Сендроуски | Сюжет : Билл Прэди и Стивен Моларо Телесценарий : Дэйв Гоетч и Ричард Розенсток                                                            | 2 ноября 2009    | 3X5555      | 12.73               |
| Шелдон посвящает Леонарда в тонкости футбола, чтобы помочь ему вписаться в круг друзей Пенни, тем временем, дружба Раджа и Говарда под угрозой.. |            |                                                                          |                 | |                  |             |                     |
| 47 | 7          | «Усиление гитариста» «The Guitarist Amplification»                       | Марк Сендроуски | Сюжет : Чак Лорри и Ли Аронсон Телесценарий : Билл Прэди, Ричард Розенсток и Джим Рейнольдс                                                | 9 ноября 2009    | 3X5557      | 12.79               |
| Пенни собирается приютить своего друга на время его поездки в Пасадену. Ревность Леонарда провоцирует ссору, что негативно сказывается на Шелдоне, переживающем детские травмы... |            |                                                                          |                 | |                  |             |                     |
| 48 | 8          | «Дефицит самоклеющихся утят» «The Adhesive Duck Deficiency»              | Марк Сендроуски | Сюжет : Чак Лорри, Билл Прэди и Дэйв Гоетч Телесценарий : Стивен Моларо, Эрик Каплан и Мария Феррари                                       | 16 ноября 2009   | 3X5558      | 13.23               |
| Леонард, Говард и Радж уезжают в пустыню наблюдать метеоритный поток. Попробовав странное печенье, они неплохо проводят время - в отличие от Пенни, которая ушибла руку в собственной ванной. К счастью, Шелдон Ли Купер не бросит даму в беде! |            |                                                                          |                 | |                  |             |                     |
| 49 | 9          | «Формула мести» «The Vengeance Formulation»                              | Марк Сендроуски | Сюжет : Чак Лорри и Мария Феррари Телесценарий : Ричард Розенсток, Джим Рейнольдс и Стив Холланд                                           | 23 ноября 2009   | 3X5559      | 14.13               |
| Говард не знает, как вести себя с новой подругой Бернадетт, и просит помощи у друзей. Однако разговор с друзьями заставляет его принять неправильное решение. А тем временем Крипке портит выступление Шелдона на радио. Как будет мстить Шелдон? |            |                                                                          |                 | |                  |             |                     |
| 50 | 10         | «Эксперимент с гориллой» «The Gorilla Experiment»                        | Марк Сендроуски | Сюжет : Чак Лорри, Ричард Розенсток и Стив Холланд Телесценарий : Билл Прэди, Стивен Моларо и Мария Феррари                                | 7 декабря 2009   | 3X5560      | 14.38               |
| Шелдон пытается помочь Пенни понять, чем занимается Леонард, в то время как Говард исходит от ревности, когда Бернадетт интересуется работой Леонарда. |            |                                                                          |                 | |                  |             |                     |
| 51 | 11         | «Материнская конгруэнтность» «The Maternal Congruence»                   | Марк Сендроуски | Сюжет : Ли Аронсон, Стивен Моларо, Ричард Розенсток и Мария Феррари Телесценарий : Чак Лорри, Билл Прэди и Дэйв Гоетч                      | 14 декабря 2009  | 3X5562      | 15.58               |
| Шелдон взволнован: Беверли Хофстедтер снова навещает сына. Однако сам Леонард не очень-то счастлив. Пенни решает наладить отношения с матерью Леонарда... |            |                                                                          |                 | |                  |             |                     |
| 52 | 12         | «Экстрасенсорное завихрение» «The Psychic Vortex»                        | Марк Сендроуски | Сюжет : Ли Аронсон и Стивен Моларо Телесценарий : Чак Лорри, Эрик Каплан и Джим Рейнольдс                                                  | 11 января 2010   | 3X5561      | 15.82               |
| Шелдон и Радж посещают студенческую вечеринку, где Радж знакомится с Эбби. Тем временем Леонард расстроен тем фактом, что Пенни верит в экстрасенсов. |            |                                                                          |                 | |                  |             |                     |
| 53 | 13         | «Реакция Бозмана» «The Bozeman Reaction»                                 | Марк Сендроуски | Сюжет : Билл Прэди, Ли Аронсон и Джим Рейнольдс Телесценарий : Чак Лорри, Стивен Моларо и Стив Холланд                                     | 18 января 2010   | 3X5563      | 14.99               |
| После того, как квартиру Леонарда и Шелдона ограбили, Шелдон лишается ощущения безопасности. Ребята пытаются успокоить его, но их усилия приводят к переезду Шелдона... |            |                                                                          |                 | |                  |             |                     |
| 54 | 14         | «Приближение Эйнштейна» «The Einstein Approximation»                     | Марк Сендроуски | Сюжет : Ли Аронсон, Дэйв Гоетч и Стив Холланд Телесценарий : Чак Лорри, Стивен Моларо и Эрик Каплан                                        | 1 февраля 2010   | 3X5565      | 15.51               |
| Работа Шелдона над его теорией заходит в тупик. Шелдон применяет различные способы концентрации и моделирования, неимоверно раздражая своих друзей... |            |                                                                          |                 | |                  |             |                     |
| 55 | 15         | «Большое адронное столкновение» «The Large Hadron Collision»             | Марк Сендроуски | Сюжет : Чак Лорри, Стивен Моларо и Джим Рейнольдс Телесценарий : Ли Аронсон, Ричард Розенсток и Мария Феррари                              | 8 февраля 2010   | 3X5564      | 16.26               |
| Перед Леонардом стоит непростой выбор: он может взять с собой в поездку в Швейцарию (чтобы посмотреть самый большой в мире ускоритель частиц — большой адронный коллайдер) только одного человека. Загвоздка в том, что эта поездка совпала с Днем Святого Валентина. Леонард, конечно, уже определился с попутчиком, к великому неудовольствию своего соседа. |            |                                                                          |                 | |                  |             |                     |
| 56 | 16         | «Приобретение чего-то большего» «The Excelsior Acquisition»              | Питер Чакос     | Сюжет : Чак Лорри, Ли Аронсон и Стивен Моларо Телесценарий : Билл Прэди, Стив Холланд и Мария Феррари                                      | 1 марта 2010     | 3X5566      | 15.73               |
| Шелдон оказывается за решеткой, когда остальные парни собираются на встречу со Стэном Ли в магазине комиксов. |            |                                                                          |                 | |                  |             |                     |
| 57 | 17         | «Прелестная фрагментация» «The Precious Fragmentation»                   | Марк Сендроуски | Сюжет : Ли Аронсон, Эрик Каплан и Мария Феррари Телесценарий : Билл Прэди, Стивен Моларо и Ричард Розенсток                                | 8 марта 2010     | 3X5567      | 16.32               |
| На гаражной распродаже ребята находят кольцо, идентичное кольцу из знаменитого «Властелина колец». Дружба компании под угрозой из-за того, что они не могут решить, что с ним делать. Кто же станет Властелином Кольца? |            |                                                                          |                 | |                  |             |                     |
| 58 | 18         | «Брючная альтернатива» «The Pants Alternative»                           | Марк Сендроуски | Сюжет : Чак Лорри, Билл Прэди и Стив Холланд Телесценарий : Эрик Каплан, Ричард Розенсток и Джим Рейнольдс                                 | 22 марта 2010    | 3X5568      | 13.42               |
| Друзья приходят на помощь Шелдону, когда страх сцены грозит помешать ему получить заслуженный приз. Ребята изыскивают разные способы, но самым действенным, на беду Шелдона, оказывается алкоголь... |            |                                                                          |                 | |                  |             |                     |
| 59 | 19         | «Рекуррентность Уитона» «The Wheaton Recurrence»                         | Марк Сендроуски | Сюжет : Чак Лорри, Стивен Моларо, Николь Лорри и Джессика Амбросетти Телесценарий : Билл Прэди, Дэйв Гоетч, Джим Рейнольдс и Мария Феррари | 12 апреля 2010   | 3X5569      | 13.39               |
| Постоянные ссоры между Леонардом и Пенни угрожают их отношениям. Тем временем Шелдон устраивает матч-реванш в боулинге со своим старым противником Уиллом Уитоном. Подлый Уитон готов на все, лишь бы выиграть... |            |                                                                          |                 | |                  |             |                     |
| 60 | 20         | «Спагеттивный катализатор» «The Spaghetti Catalyst»                      | Энтони Рич      | Чак Лорри, Билл Прэди, Ли Аронсон и Стивен Моларо                                                                                          | 3 мая 2010       | 3X5570      | 11.63               |
| Леонард и Пенни расстаются, но Шелдону нравится проводить время с обоими своими друзьями. Чтобы наслаждаться их компанией, ему приходится проявлять изобретательность... |            |                                                                          |                 | |                  |             |                     |
| 61 | 21         | «Стимуляция Плимптон» «The Plimpton Stimulation»                         | Марк Сендроуски | Сюжет : Чак Лорри, Билл Прэди и Ли Аронсон Телесценарий : Стивен Моларо, Джим Рейнольдс и Мария Феррари                                    | 10 мая 2010      | 3X5571      | 13.73               |
| К Шелдону приезжает давняя подруга — астрофизик из Принстона. Девушка оказалась нимфоманкой и сразу положила глаз на Леонарда, но одного его ей оказывается мало... |            |                                                                          |                 | |                  |             |                     |
| 62 | 22         | «Имплементация лестницы» «The Staircase Implementation»                  | Марк Сендроуски | Сюжет : Ли Аронсон, Стивен Моларо и Стив Холланд Телесценарий : Чак Лорри, Дэйв Гоетч и Мария Феррари                                      | 17 мая 2010      | 3X5572      | 15.02               |
| Леонард рассказывает Пенни, как он съехался с Шелдоном, и почему лифт, который стоит сломанным уже который год, собственно, сломался. Что же удерживает Леонарда рядом с таким непростым соседом? |            |                                                                          |                 | |                  |             |                     |
| 63 | 23         | «Лунное возбуждение» «The Lunar Excitation»                              | Питер Чакос     | Сюжет : Чак Лорри, Билл Прэди и Мария Феррари Телесценарий : Ли Аронсон, Стивен Моларо и Стив Холланд                                      | 24 мая 2010      | 3X5573      | 14.78               |
| Пенни переживает, что, благодаря Леонарду, её вкус на парней изменился. Говард и Радж шутки ради находят девушку, идеально подходящую Шелдону! |            |                                                                          |                 | |                  |             |                     |